# Parafia Zwiastowania Najświętszej Maryi Panny w Odechowie
Parafia rzymskokatolicka pod wezwaniem Zwiastowania Najświętszej Maryi Panny w Odechowie – jedna z 12 parafii dekanatu Radom-Wschód diecezji radomskiej. Erygowana w XV wieku. 

## Historia
Odechów był wzmiankowany w 1228 jako wieś stanowiąca własność kapituły sandomierskiej. Miasto lokowane było przez Andrzeja Ciołka z Żelechowa przywilejem Zygmunta I Starego w 1537 jako Nowy Targ, a potem Miasteczko Odechowskie. Wobec konkurencji sąsiedniego Skaryszewa utraciło prawa miejskie w XVII w. Pierwotny drewniany kościół był wzniesiony w latach 1404–1411. Ufundował go i utworzył parafię Mikołaj Trąba, jako uposażenia prebendy w kolegiacie sandomierskiej. Jan Długosz, prebendarz odechowski, ufundował nowy murowany kościół pw. Zwiastowania NMP wzniesiony w latach 1459–1460. Został on znacznie rozbudowany według projektu arch. Zygmunta Słomińskiego z Radomia w latach 1911–1913 staraniem ks. Józefa Matulewicza. Konsekrował świątynię 16 sierpnia 1921 bp Paweł Kubicki. Dawny gotycki kościół stanowi obecnie ramiona transeptu neogotyckiej świątyni w stylu bazylikowym, wzniesionej z czerwonej cegły. Kościół jest budowlą trójnawową, orientowaną. 

## Zasięg parafii
Do parafii należą wierni z miejscowości: Grabina, Kłonowiec-Koracz, Kłonowiec-Kurek, Kopiec, Miasteczko, Niedarczów Dolny-Kolonia, Niedarczów Dolny-Wieś, Niedarczów Górny-Kolonia, Niedarczów Górny-Wieś, Niwa, Odechowiec, Odechów, Ruda (część), Tynica, Zakrzówek-Kolonia i Zakrzówek-Wieś.

## Proboszczowie
- ks. Adam Aleksiewicz (1942–1950)
- ks. Ignacy Jaworski (1950–1961)
- ks. Jan Roguś (1961)
- ks. Marian Dutkiewicz (1961–1965)
- ks. Piotr Nowak (1965–1972)
- ks. Piotr Karbowiak (1972–1981)
- ks. kan. Józef Smulczyński (1981–1992)
- ks. kan. Adam Andrzej Łączyński (1992–2018)
- ks. Krzysztof Góralski (od 2018)